# 이도공간
《이도공간》(異度空間, Inner Senses)은 홍콩에서 제작된 나지량 감독의 2002년 스릴러 영화이다. 장국영 등이 주연으로 출연하였다. 2003년 4월 1일 자살하기 전까지 배우 장국영의 마지막 영화이다.
롯데시네마에서 단독 재개봉했다.

## 출연

### 주연
- 장국영 : 짐 역
- 임가흔 : 얀 역

### 조연
- 이자웅 : 진위중 역
- 주가령 : 설아 역
- 서소강 : 주 선생
- 반미기 : 소어 역
- 임상무 : 반 교수 역
- 양천 : 원장 역
- 소행선 : 소어 어머니 역
- 황수당 : 소어 아버지 역
- 이패성
- 이사화
- 황소벽 : 짐의 조수 역
- 유홍두 : 얀 어머니 역
- 손력문 : 얀 아버지 역
- 원중화 : 짐의 친구 역
- 황사호 : 남자 귀신 역
- 하패산 : 마이크의 여자친구 역

## 기타
- 수입:  모인그룹